# Lupinus amboensis
Lupinus amboensis är en ärtväxtart som beskrevs av Charles Piper Smith. Lupinus amboensis ingår i släktet lupiner, och familjen ärtväxter. Inga underarter finns listade i Catalogue of Life.